# Língua shughni

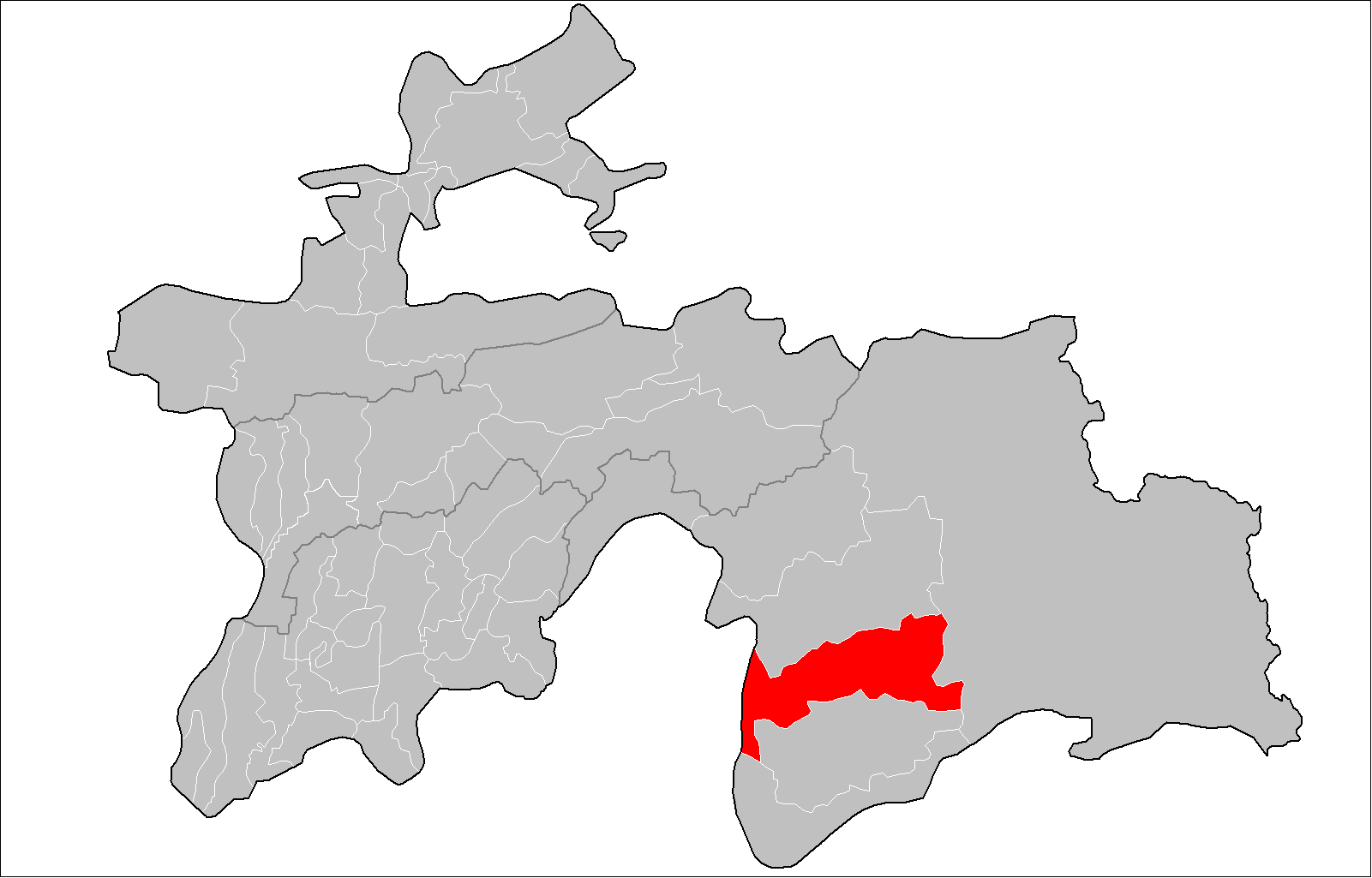
Distrito de Shughnon, no Tadjiquistão

Shughni é uma das línguas pamir das línguas iranianas do sudeste. Seus falantes se localizam na província Gorno-Badakhshan do Tadjiquistão, em Badakhshan (província) no Afeganistão, havendo ainda poucos falantes no Paquistão.

## Dialetos
Além do Shughni principal, há mais 4 dialetos da língua: Rushani, Bartangi, Oroshor (Roshorvi), Khufi. Porém Bartangi e Khufi são bem diferentes e alguns especialistas os consideram como línguas separadas.

## Escrita
Até 1931 a língua Shughni usava uma forma do alfabeto árabe com 39 símbolos. Daí em diante até 1938 usou o alfabeto latino com 37 letras e desde 1938 o alfabeto cirílico com 44 letras.

## Fonologia

### Vogais
|               | Anterior | Central | Posterior |
| ------------- | -------- | ------- | --------- |
| Fechada       | i iː     |         | u         |
| Quase fechada | ɪ        |         | ʊ         |
| Meio fechada  | e eː     |         | o oː      |
| Medial        | əː       | əː      | əː        |
| Meio aberta   | ɛ        |         | ɔ         |
| Aberta        | a        | a       | a         |

### Consoantes[3]
|                | Labial]] | Dental | Alveolar | Alveolo-Palatal | Velar | Uvular | Glotal |
| -------------- | -------- | ------ | -------- | --------------- | ----- | ------ | ------ |
| Nasal-Oclusiva | m        |        | n        |                 | ŋ     |        |        |
| Plosiva        | p b      |        | t d      |                 | k ɡ   | q      |        |
| Africada       |          |        | t͡s d͡z    | t͡ʃ d͡ʒ           |       |        |        |
| Fricativa      | f v      | θ ð    | s z      | ʃ ʒ             | x ɣ   | χ ʁ    | h      |
| Aproximante    |          | l      |          | j               | w     |        |        |
| Rótica         |          | r      |          |                 |       |        |        |

## Morfologia
Shughni tende a ter uma ordem de palavras SOV (Sujeito-Objeto-Verbo), distingue os gêneros masculino e feminino em substantivos, bem como a 3ª pessoa do singular em verbos. A língua distingue os casos Absolutivo e Oblíquo para os pronomes. O dialeto Rushani é conhecido por apresentar a incomum construção “duplo-oblíqua”, também chamada de caso transitivo no pretérito.

## Vocabulário
Sons aqui representados com sua pronúncia em inglês
| Letra | em Inglês            | Uso em Shugni                      |
| ----- | -------------------- | ---------------------------------- |
| A/a   | apple, angry         | bad, akuniath, aram, anor          |
| Aa/aa | Harvard, march       | xhaab, daav, zamunaa, baad         |
| Ai/ai | bite, fire           | taiyor, arai, aiyuum, maile        |
| B/b   | big, able            | biyor, balad, abor                 |
| Ch/ch | church, chair        | chiiz, chiid, choi, chorik         |
| D/d   | dead, dried          | daak, diidor, murd, darc           |
| Dh/dh | this, mother         | dhid, dhust, dhud, pidhid, podh    |
| Dz/dz | buds, lads           | dzulik, pindz, wixhidz, majhdzuunj |
| E/e   | elephant, egg        | elak, qate, qine, biide            |
| Ee/ee | como E/e mas + longo | tseem, teez, deer, Apreel          |
| Ey/ey | aid, ancient         | peydow, xheydow,                   |
| Ff/ff | fat, roof            | fort, famtow, faand, boft          |
| G/h   | girl, big            | gaap, gandaa, gardha, yiga         |
| Gh/gh | sem equivalência     | ghaats, ghalat, bogh, shagh        |
| I/i   | big, lift            | nist, yiwath, khirs, chis          |
| Ii/ii | feet, beat           | tiidow, miidow, shiintow, zhiiwj   |
| J/j   | jam, barge           | jumla, jazo, majlis, ajab          |
| Jh/jh | sem equivalência     | jhinik, saajh, majh, sipajh        |
| K/k   | book, kit            | kitob, maak, tukmaa, kiinaa        |
| Kh/kh | loch, Khorog         | khaat, sakht, bakht, kharid        |
| L/l   | like, feel           | lap, liing, tambal, balad          |
| M/m   | mouse, meet          | mund, tamand, famtow, shaam        |
| N/n   | nut, mean            | naan, qand, fanaa, baandak         |
| O/o   | pot, shop            | oyandaa, ofarin, boft, nolaan      |
| Oo/oo | boot, poodle         | noor, joor, mood, moon             |
| P/p   | paint, top           | parwiin, lap, pardhedow, pool      |
| Q/q   | Quran                | qamoch, qand, nuqtaa, qiin         |
| R/r   | rabbit, rob          | raang, tsarang, roosht, rukhsat    |
| S/s   | sit, miss            | sarake, baas, kasal, safar         |
| Sh/sh | shout, bush          | shamol, maash, bashand, shogird    |
| T/t   | title, time          | tavaar, turd, sust, chust          |
| Th/th | think, moth          | achath, khobath, aquniath, thiir   |
| Ts/ts | blitz, fits          | tsavor, buts, tsarang, xhats       |
| U/u   | look, should         | duzd, mund, tuid, buts             |
| Uu/uu | earn, fern           | luuvd, uun, yuudand, okhiruun      |
| V/v   | vet, leave           | viidow, yelav, vaz, virod          |
| W/w   | few, wait            | chiidow, wiintow, boware, wazmin   |
| Xh/xh | sem equivalência     | xheidow, xhats, tuxhna, duxhman    |
| Y/y   | yellow, yet          | yordam, yelav, oyandaa, boyad      |
| Z/z   | zoo, blaze           | zamiin, bozor, zardak, ziird       |
| Zh/zh | pleasure, deja vu    | zholaa, zhiiwj, ghazhd, zhow       |